# 촐라니 실베스테르
촐라니 실베스테르(헝가리어: Csollány Szilveszter ˈt͡ʃollaːɲ ˈsilvɛstɛr [*], 1970년 4월 13일~2022년 1월 24일)는 헝가리의 체조 선수다. 2000년 하계 올림픽 링 종목에서 금메달을 획득하였다.

## 경력
촐라니는 2000년 하계 올림픽 링 종목에서 9.85점을 획득하여 금메달을 받았다. 이 수상으로 2000년 헝가리 올해의 스포츠인에 올랐다. 또한 2002년 헝가리 데브레첸에서 열린 세계 기계 체조 선수권 대회에서도 금메달을 획득하였으며, 다시 헝가리 올해의 스포츠인에 올랐다. 촐라니는 2011년 아이슬란드로 이주하여 스포츠팀 그로우타 스포츠 클럽의 코치가 되었다.
촐라니는 2021년 11월에 코로나바이러스감염증-19(코로나19)에 확진되었다. 주치의에 따르면 촐라니는 증세가 나타나기 2주 전 얀센 코로나19 백신을 접종하였다. 그는 코로나19 백신 접종에 대해 비판적이었지만, 해외 출국을 위해 접종받은 것으로 알려져 있다. 2021년 11월 중순부터 입원 치료를 받기 시작했으며 산소호흡기를 썼다. 하지만 11월 말 병세가 더욱 악화되어 쇼프론에서 부다페스트에 있는 병원으로 이송되었다. 촐라니는 결국 코로나19로 부다페스트의 병원에서 2022년 1월 24일 51세의 나이로 사망하였다.

## 성적
- 올림픽
  - 1992 바르셀로나 남자 체조 링 6위
  - 1996 애틀랜타 남자 체조 링 은메달
  - 2000 시드니 남자 체조 링 금메달
- 세계 기계 체조 선수권 대회
  - 1992 파리, 1996 산후안, 1997 로잔, 1999 톈진, 2001 헨트 남자 링 은메달
  - 2002 데브레첸 남자 링 금메달
- 유럽 기계 체조 선수권 대회
  - 1990, 1992, 1994, 2002 남자 링 동메달
  - 2000 남자 링 금메달
  - 1998 남자 링 금메달